# David Dukes
David Coleman Dukes (San Francisco, 6 giugno 1945 – Lakewood, 9 ottobre 2000) è stato un attore statunitense.

## Filmografia parziale

### Cinema
- Fragole e sangue (The Strawberry Statement), regia di Stuart Hagmann (1970)
- Party selvaggio (The Wild Party), regia di James Ivory (1975)
- Una piccola storia d'amore (A Little Romance), regia di George Roy Hill (1979)
- Delitti inutili (The First Deadly Sin), regia di Brian G. Hutton (1980)
- Solo quando rido (Only When I Laugh), regia di Glenn Jordan (1981)
- Senza traccia (Without a Trace), regia di Stanley R. Jaffe (1983)
- Rawhead Rex, regia di George Pavlou (1986)
- Men's Club (The Men's Club), regia di Peter Medak (1986)
- Coda del drago (Catch the Heat), regia di Joel Silberg (1987)
- Appuntamento con un angelo (Date with an Angel), regia di Tom McLoughlin (1987)
- Ci penseremo domani (See You in the Morning), regia di Alan J. Pakula (1989)
- Harry e Carota (Me and the Kid), regia di Dan Curtis (1993)
- Inseguiti (Fled), regia di Kevin Hooks (1996)
- Demoni e dei (Gods and Monsters), regia di Bill Condon (1998)
- Slappy - Occhio alla pinna (Slappy and the Stinkers), regia di Barnet Kellman (1998)

### Televisione
- Beacon Hill – serie TV, 11 episodi (1975)
- Citizens Band (Handle with Care), regia di Jonathan Demme – film TV (1977)
- Harold Robbins' 79 Park Avenue – serie TV, 3 episodi (1977)
- Tre cuori in affitto (Three's Company) – serie TV, episodio 2x20 (1978)
- Fuoco dal cielo (A Fire in the Sky), regia di Jerry Jameson – film TV (1978)
- The Triangle Factory Fire Scandal, regia di Mel Stuart – film TV (1979)
- Il viaggio della Mayflower (Mayflower: The Pilgrims' Adventure) – film TV (1979)
- Miss All-American Beauty, regia di Gus Trikonis – film TV (1982)
- Venti di guerra (The Winds of War) – miniserie TV, 7 puntate (1983)
- George Washington – serie TV, 3 episodi (1984)
- La gatta sul tetto che scotta (Cat on a Hot Tin Roof), regia di Jack Hofsiss – film TV (1984)
- Ai confini della realtà (The Twilight Zone) – serie TV, episodio 1x13 (1985)
- Space – serie TV, 5 episodi (1985)
- American Playhouse – serie TV, 3 episodi (1988)
- Ricordi di guerra (War and Remembrance) – miniserie TV, 9 puntate (1988-1989)
- La venere nera (The Josephine Baker Story), regia di Brian Gibson – film TV (1991)
- Vita strappata (Wife, Mother, Murderer), regia di Mel Damski – film TV (1991)
- Sisters – serie TV, 19 episodi (1991-1993)
- Guerra al virus (And the Band Played On), regia di Roger Spottiswoode – film TV (1993)
- The Mommies – serie TV, 27 episodi (1993-1995)
- Disposta a tutto (The Surrogate), regia di Jan Egleson e Raymond Hartung – film TV (1995)
- Norma Jean & Marilyn, regia di Tim Fywell – film TV (1996)
- Ultima fermata Saber River (Last Stand at Saber River), regia di Dick Lowry – film TV (1997)
- Pauly – serie TV, 7 episodi (1997)
- La lettera d'amore (The Love Letter), regia di Peter Chan – film TV (1999)
- Pamela Churchill - Una vita tra uomini e politica (Life of the Party: The Pamela Harriman Story) – film TV (1998)
- Dalla parte del nemico (Supreme Sanction), regia di John Terlesky – film TV (1999)
- Dawson's Creek – serie TV, 7 episodi (1999-2000)
- Rose Red – serie TV, 3 episodi (2002)

## Doppiatori italiani
Nelle versioni in italiano delle opere in cui ha recitato, David Dukes è stato doppiato da:
- Massimo Turci in Delitti inutili
- Carlo Valli in Appuntamento con un angelo
- Raffaele Farina in Ricordi di guerra (ridoppiaggio)
- Sandro Iovino in Demoni e dei
- Natale Ciravolo in Ally McBeal
- Luigi La Monica in Dawson's Creek
- Dario Penne in Rose Red